# Eutropiichthys goongwaree
Eutropiichthys goongwaree är en fiskart som först beskrevs av Sykes, 1839.  Eutropiichthys goongwaree ingår i släktet Eutropiichthys och familjen Schilbeidae. IUCN kategoriserar arten globalt som otillräckligt studerad. Inga underarter finns listade i Catalogue of Life.